# Plan de la Soledad
El Plan de la Soledad (también conocido como Plan de Bernardo Reyes) fue proclamado el 16 de noviembre de 1911 por el general Bernardo Reyes en contra del gobierno constitucional del presidente mexicano Francisco I. Madero, en Soledad, Tamaulipas.

## Contenido
El plan contenía dieciséis puntos. Entre sus objetivos más importantes se desconocían las elecciones que habían llevado a Francisco I. Madero y José María Pino Suárez a la presidencia y vicepresidencia de la República mexicana, así como a todas las autoridades que no secundaran el plan.  El propio Bernardo Reyes asumiría el carácter de presidente provisional. Se respetaba el principio de no reelección declarándolo ley suprema, de esta forma su redacción era una variante del Plan de San Luis, pero esta vez en contra de Madero y Pino Suárez.

## Reacciones y consecuencias
El plan fue dado a conocerse en San Antonio, Texas, lugar en donde Reyes realizó su conspiración. Las autoridades estadounidenses lo vigilaron, le incautaron dinero y armamento. Asimismo varios de sus simpatizantes fueron detenidos en San Antonio, Laredo, Brownsville y El Paso. Cuando Reyes cruzó la frontera se dio cuenta de que no tenía los adeptos necesarios para mantener su contrarrevolución. Se rindió en Linares, Nuevo León, el 25 de diciembre de 1911.  Fue trasladado a la prisión de Santiago Tlatelolco en la Ciudad de México. Fue condenado a muerte, sin embargo el presidente Madero le conmutó la sentencia manteniéndolo en prisión.
En febrero de 1913, Bernardo Reyes fue liberado durante el inicio de la Decena Trágica. Murió en el intento de asaltar el Palacio Nacional.  A pesar de su muerte, sus seguidores, y los de Félix Díaz, en esta ocasión, lograron ejecutar con éxito el golpe de Estado en contra de Madero y Pino Suárez. Este golpe de Estado, que llevó a Victoriano Huerta a la presidencia, levantó en armas a Venustiano Carranza, Emiliano Zapata, y Francisco Villa, continuando así, los hechos bélicos de la Revolución mexicana.